# Tours-i Bernát
Tours-i Bernát (latinul: Bernardus Silvestris, franciául: Bernard Silvestre), (1085 körül – 1160 körül) latin nyelven író középkori francia filozófus.
Nem ismert pontosan az élete, elképzelhető, hogy kapcsolatban volt a Chartres-i iskolával. Művét, a De mundi universitate sive Megacosmus et Micricosmust Chartres-i Theodorichnak ajánlotta. Az alkotás Macrobius Asclepiusa és Calcidius Timaiosz-kommentárja hatása alatt született. A De mundi részben elégikus disztichonokból, részben prózai szövegekből áll. Az első könyvben, a Megacosmusban a természet panaszkodik az isteni Gondviselésnek az ősanyag zavarossága miatt, és kéri, hogy nagyobb szépséggel rendezze el a világot. A Gondviselés szívesen beleegyezik ebbe, és az anyagot a négy elemre osztja. A második könyvben, a Microcosmusban a Gondviselés szól a természethez, ünnepli a rendet, amelyet bevezetett a világba a világba, és megígéri, hogy megformálja az embert, mint egész műve megkoronázását. A négy elem maradékaiból megalkottatik az ember. A szöveg allegorikus személyek fejtegetéseit és egy egész mitológiát is tartalmaz, amelyben megjelenik Phüszisz, Urania, és Panthomorphosz, az öreg démiurgosz, aki az érzéki élőlényeket festi és formázza az ideák mintájára.